# Hermance
Hermance is een gemeente en plaats in het Zwitserse kanton Genève.
Hermance telt 902 inwoners.